# Golfo de Oleniok
El golfo Oleniok (también traducido como golfo o bahía Olenek, Olenëk u Olenyok; en ruso: Оленёкский залив) es un golfo del mar de Láptev perteneciente administrativamente a la República de Sajá, en Rusia. Se encuentra situado entre los deltas del río Lena al este y del río Oleniok al oeste, y en la desembocadura de este último se sitúan varias islas, entre las que destacan las de Salkay, Dzhyangylaj y Eppet.
Ecológicamente, los salvelinus alpinus son comunes debido a la baja salinidad del mar y sus playas son un hábitat natural para varias especies de aves limícolas.

## Historia
El comerciante Ilya Perfilyev (1583-1659) encabezó un grupo de comerciantes y cosacos de Tobolsk en busca de las tierras del noreste. Junto con el destacamento de Ivan Rebrov (?-1666), descendieron desde Zhigansk en kochi unos 800 km el río Lena por vez primera hasta la boca, que exploraron. Navegando hacia el oeste a lo largo de la costa norte de la moderna Yakutia, en 1634 descubrieron la bahía Olenek con el río Olenyok y hacia el este el río Yana y las tierras bajas de Yano-Indigirskaya.